# Zamarada nigrapex
Zamarada nigrapex är en fjärilsart som beskrevs av Claude Herbulot 1981. Zamarada nigrapex ingår i släktet Zamarada och familjen mätare. Inga underarter finns listade i Catalogue of Life.